# Sistemáticas y taxonomía de angiospermas en Chile

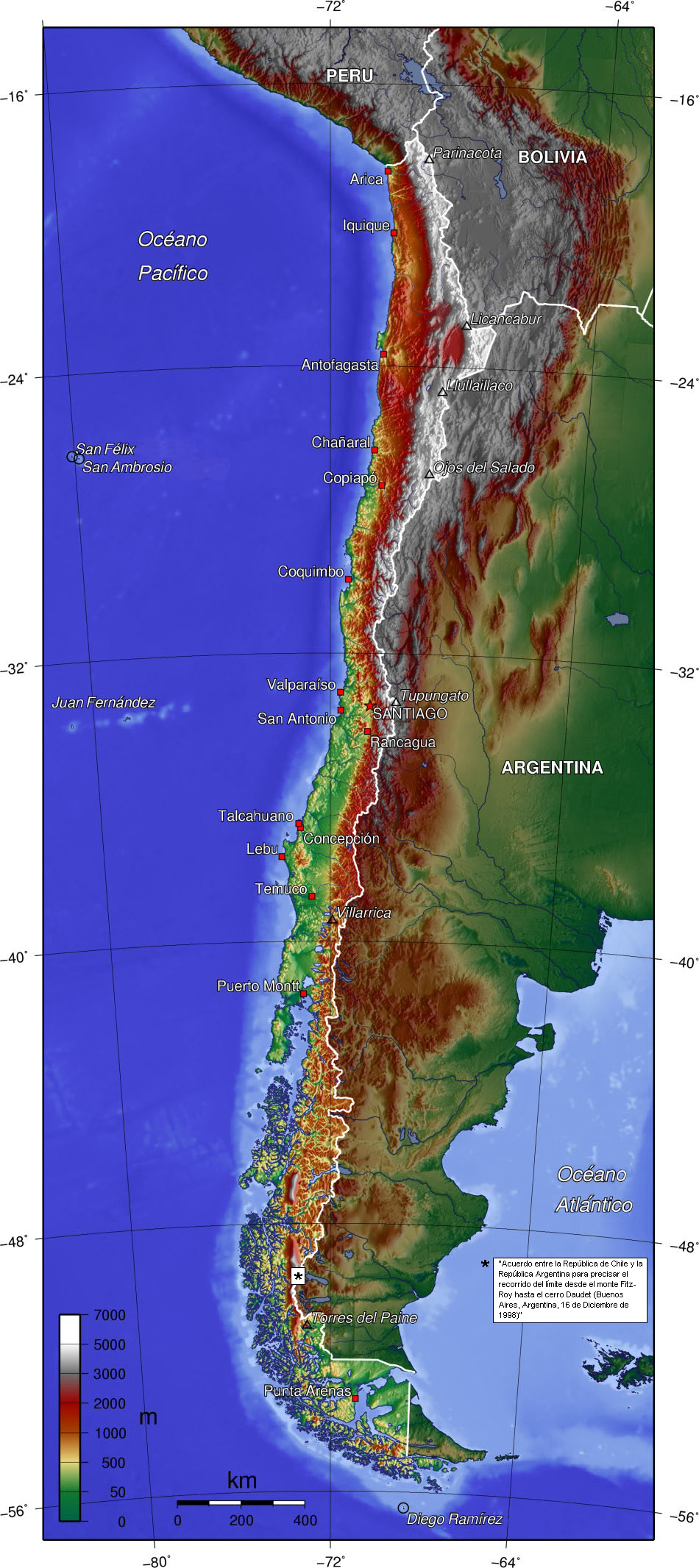
Mapa de Chile.

La diversidad de especies de angiospermas en Chile es una de las más amplías del planeta. Su extensa longitud, variados escenarios geográficos, climas localizados y la presencia de la Cordillera de los Andes, son algunas de los factores más representativos para la formación de algunos de los ecosistemas más ricos en especies de angiospermas. 
Para clasificar y agrupar la Biodiversidad de angiospermas en este país, la ciencia otorga dos áreas complementarias entre sí; la sistemática y la taxonomía. Entre ambas, brindarán las herramientas y conocimientos necesarios para concretar esta tarea. 

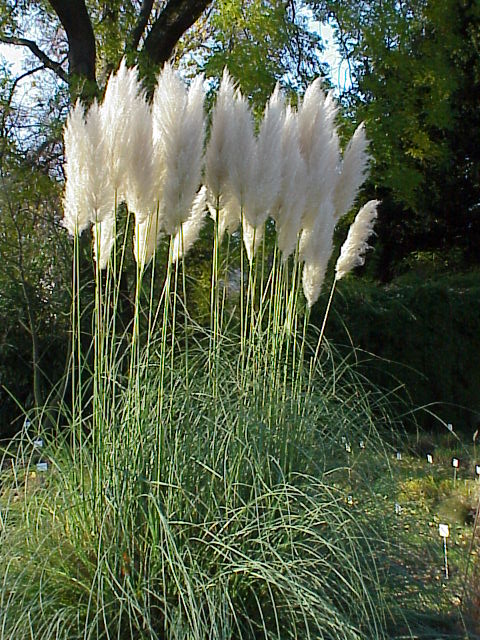
Cortaderia selloana

## Definiciones
Sistemática: La sistemática es un área de la biología encargada de clasificar a las especies a partir de su historia evolutiva (filogenia). Se ocupa de la diversidad biológica en un plano descriptivo y en uno interpretativo.
Taxonomía: A modo general, la taxonomía es la ciencia que se ocupa de clasificar las especies. En cada taxón, los organismos poseen caracteres (singular carácter) cuyos estados del carácter los diferencian de los organismos fuera del taxón, y son los atributos que en conjunto se utilizan para delimitar los taxones biológicos.

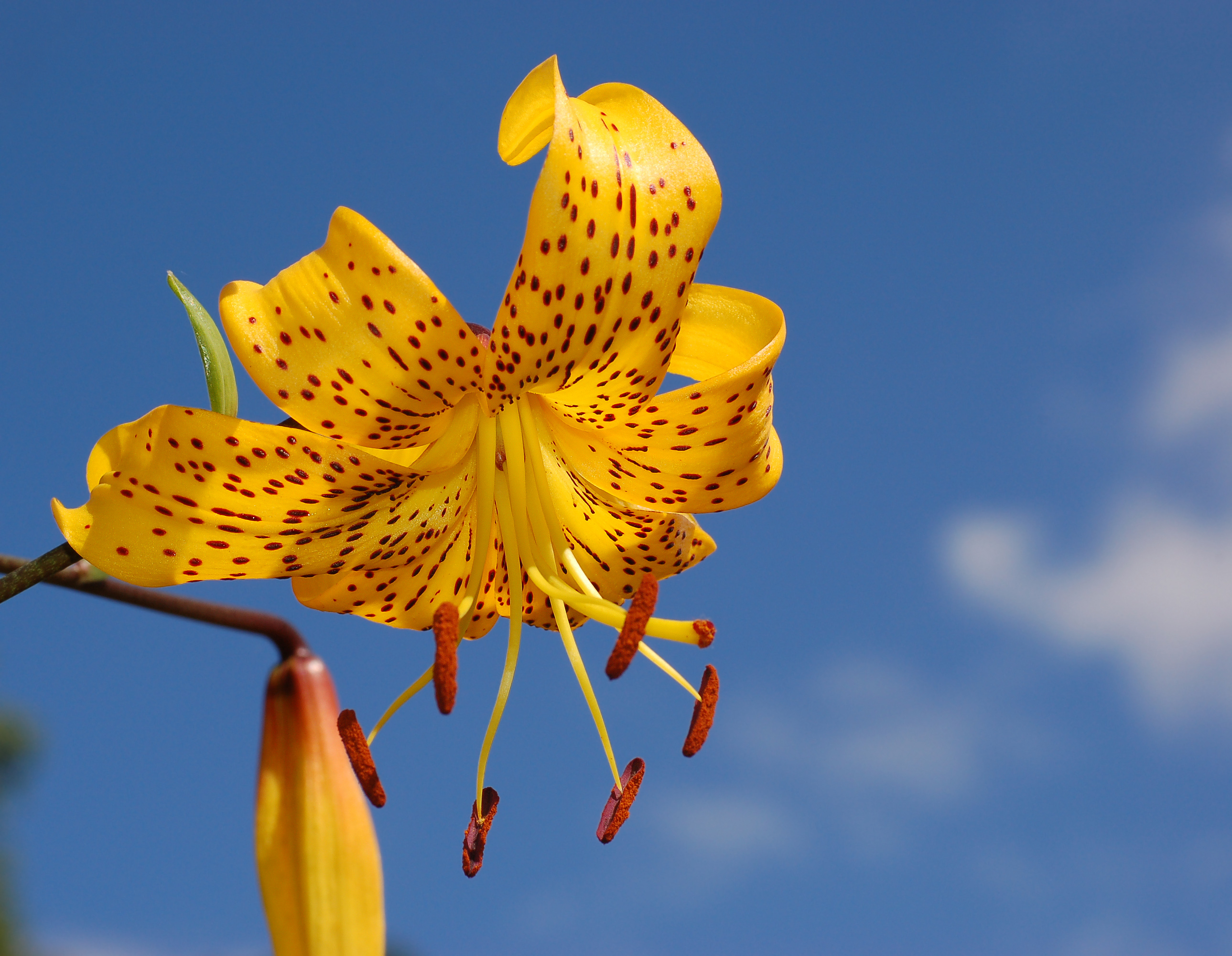
Lily lilium subsp citronella

## Identificación
En el Herbario del Museo Nacional de Historia Natural están representados todos los grupos de vegetales de Chile. Este material científico se ha reunido gracias a la labor de los botánicos que han trabajado en el Museo y de quienes actualmente realizan dicha labor. Así también es el resultado de proyectos de diferentes científicos nacionales y extranjeros que han apoyado estudios sobre la flora de Chile y que han depositado sus colecciones en esta institución.       
El herbario de la sección botánica del Museo Nacional de Historia Natural junto a su Biblioteca especializada son las fuentes principales de los estudios de la biodiversidad vegetal de Chile.

## Angiospermas en Chile a nivel de familias
En Chile se encuentran presentes al menos unas 160 familias, las que representarían más de un tercio del número de familias en el mundo. Las familias más diversas entre las angiospermas en Chile son las asteráceas (compuestas), con más de 930 especies, las poáceas (gramíneas), con unas 560 y las fabáceas (leguminosas), con unas 370.
Asteráceas: La mayoría de las especies son plantas herbáceas. Las hojas son usualmente alternas y espiraladas, menos frecuentemente opuestas, raramente verticiladas, pueden ser herbáceas, carnosas, coriáceas o membranosas y estar más o menos modificadas en espinas. Con respecto a la anatomía del tallo, los nudos pueden ser uni, tri o multilacunares. Las flores son pequeñas, hermafroditas. Usualmente, el fruto de las compuestas se describe como un aquenio debido a su parecido con los aquenios verdaderos.
Poáceas: En general son hierbas. Las flores pueden ser unisexuales o hermafroditas, carecen de cáliz y corola, pero está acompañada generalmente por dos piezas escamosas traslúcidas, denominadas lodículas. El fruto o grano de las gramíneas es un cariopse, fruto seco indehiscente, con una semilla cuya testa está soldada con el pericarpio formando una envoltura muy delgada.
Fabáceas: Reúne árboles, arbustos y hierbas perennes o anuales, fácilmente reconocibles por su fruto tipo legumbre y sus hojas compuestas y estipuladas. Las hojas son casi siempre alternas y con estípulas, persistentes o caedizas, generalmente compuestas, pinnadas o bipinnadas, digitadas o trifoliadas. Las raíces presentan un predominio del sistema primario, es decir, de aquel que proviene de la radícula del embrión. Las flores pueden ser desde pequeñas o grandes, actinomorfas a leves o profundamente cigomorfas  y el fruto de las leguminosas, técnicamente denominado legumbre.

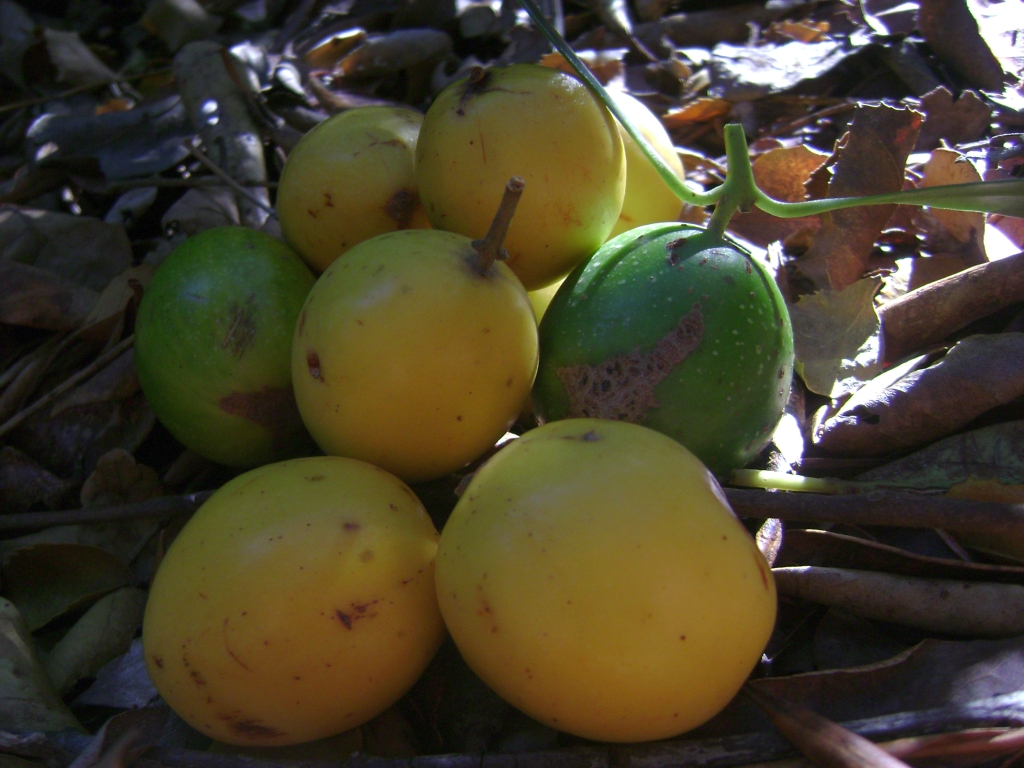

## Endemismoen Chile
Dos familias son endémicas del país: las gomortegáceas, representada solo por Gomortega keule, árbol endémico de Chile sur-mediterráneo (VII-IX Región) y las lactoridáceas, por Lactoris fernandeziana, endémicas, a su vez, del archipiélago Juan Fernández